# Te solté la rienda
«Te solté la rienda» es el segundo sencillo de radio y sexta canción del segundo álbum en vivo de la banda de rock en español mexicana Maná, Maná MTV Unplugged (1999). Esta canción fue originalmente escrita por el cantautor mexicano José Alfredo Jiménez. En la semana del 25 de septiembre de 1999 la canción debutó en el número 29 de los U.S. Billboard Hot Latin Tracks. Una semana después el 2 de octubre de 1999 la canción alcanzó el puesto número 31 durante una semana.

## Posiciones en la lista
| Listas (1999)                               | Posición |
| ------------------------------------------- | -------- |
| US Billboard Hot Latin Tracks               | 21       |
| US Billboard Latin Pop Airplay              | 13       |
| US Billboard Latin Regional Mexican Airplay | 31       |